# Roslagståg
Roslagståg AB var ett svenskt trafikbolag som mellan den 7 januari 2003 och den 6 januari 2013 var trafikentreprenör på Roslagsbanan på uppdrag av AB Storstockholms Lokaltrafik. Roslagståg ansvarade även för skötsel och underhåll på de trafikerade stationerna. Roslagståg ägdes till 60% av DSB och till 40% av Tågkompaniet. Företaget hade cirka 280 anställda.